# Preston B. Plumb

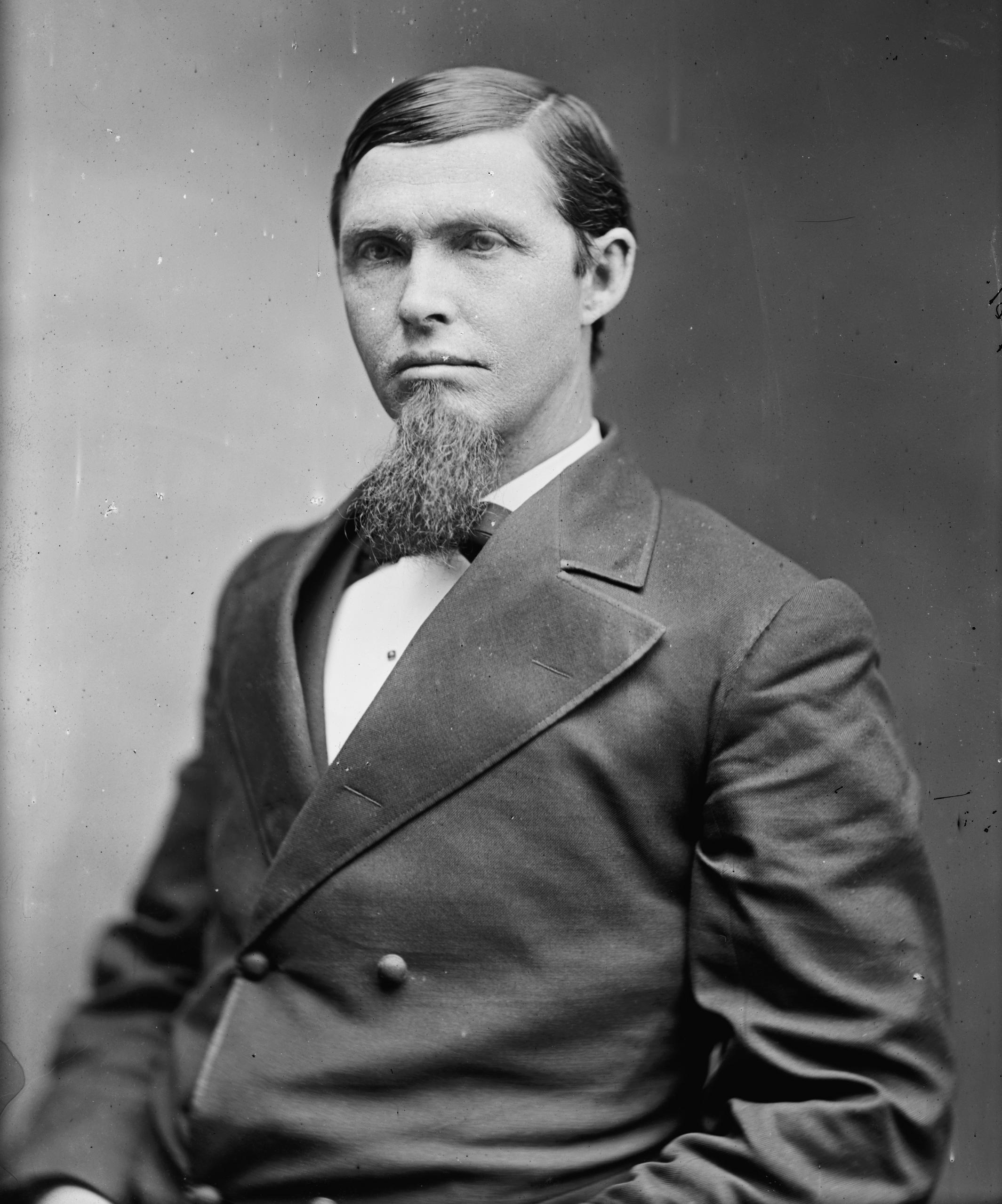
Preston B. Plumb

Preston Bierce Plumb (* 12. Oktober 1837 im Delaware County, Ohio; † 20. Dezember 1891 in Washington D.C.) war ein US-amerikanischer Politiker (Republikanische Partei), der den Bundesstaat Kansas im US-Senat vertrat.
Nach dem Besuch einer auf das Studium vorbereitenden Schule begann Preston Plumb eine Lehre als Drucker. Danach erwarb er die Zeitung Xenia News, deren Chefredakteur er auch wurde. 1856 zog er nach Lawrence im Kansas-Territorium, wo er sich während des Grenzkrieges der Anti-Sklaverei-Bewegung anschloss. Im folgenden Jahr gehörte er zu den Gründern der Stadt Emporia, wo er mit den Kansas News auch eine neue Zeitung herausgab. 1859 nahm er dann am Verfassungskonvent von Kansas in Leavenworth teil.
1861 absolvierte Preston Plumb ein Studium der Rechtswissenschaften und wurde in die Anwaltskammer aufgenommen. Im folgenden Jahr war er als Abgeordneter im Repräsentantenhaus von Kansas erstmals politisch tätig und arbeitete als Berichterstatter für den Obersten Gerichtshof des Staates, ehe er schließlich als Soldat in der Unionsarmee aktiv am Bürgerkrieg teilnahm. Er stieg vom Second Lieutenant bis zum Lieutenant Colonel auf und verrichtete bis Oktober 1864 seinen Dienst an der Ostgrenze von Kansas, wo es zu Gefechten mit konföderierten Partisanen aus Missouri kam. Sein Regiment kämpfte auch in Nebraska gegen Indianer und war später an Schlachten gegen die Truppen von Sterling Price während des Missouri Raid beteiligt. Am 26. September 1865 nahm Plumb seinen Abschied aus der Armee.
Nach dem Krieg setzte er seine politische Karriere als Mitglied des staatlichen Repräsentantenhauses von 1867 bis 1868 fort; zeitweise war er der Speaker der Parlamentskammer. In der Folge fungierte er als Staatsanwalt im Lyon County sowie als Präsident der Emporia National Bank, ehe er 1877 für die Republikaner in den US-Senat gewählt wurde. Dort trat er ab dem 4. März 1877 die Nachfolge von James Madison Harvey an. Im Kongress war er unter anderem Vorsitzender des Committee on Public Lands. In den Jahren 1883 und 1888 wurde Plumb jeweils wiedergewählt; er starb 1891 im Amt und wurde in Emporia beigesetzt.